# Artemivka
Artemivka (en (ucraïnès): Артемівка) és un poble de la República Autònoma de Crimea a Ucraïna, que el 2014 tenia 216 habitants. Pertany al districte de Txornomórske.